# 歌川国景
歌川 国景（うたがわ くにかげ、生没年不詳）とは、江戸時代の浮世絵師。

## 来歴
初代歌川豊国の門人。歌川の画姓を称し一英斎、英斎、一桜斎と号す。父は戯作者の晋米斎玉粒。作画期は文政から天保の頃にかけてで美人画や役者絵などを描く。天保の前期に大坂に住んでいたらしく、その頃の上方の作が存在している。大坂での住所は江戸堀といわれる。作は少ないが大判錦絵の揃物「美人千句合」が知られる。